# Чернокрил огърличник
Чернокрилият огърличник (Glareola nordmanni) е птица от семейство Огърличникови (Glareolidae). Среща се в по-топлите части на югоизточна Европа и югозападна Азия. Този вид птици често се срещат близо до вода през вечерта. През емиграционния период те зимуват в тропическа Африка.

## Физически характеристики
Чернокрилият огърличник е дълъг 24-28 cm, с къси крака, дълги заострени крила и дълга раздвоена опашка. Има малък клюн, който позволява хранене във въздуха. Гърбът и главата са кафяви, а крилата са кафяви и черни.
В късно-плейстоценски отложения (126 000 - 12 000 г.) от пещерата Нанин камък край с. Муселиево (Никополско) са намерени първите в Европа и цяла Палеарктика костни останки от вида.